# 奥利瓦杰西
奥利瓦杰西（義大利語：Oliva Gessi），是意大利帕维亚省的一个市镇。总面积3.91平方公里，人口183人，人口密度46.8人/平方公里（2009年）。国家统计（ISTAT）代码为018105。